# قلعه‌گاه (روانسر)
قلعه‌گاه (روانسر)، روستایی از توابع بخش شاهو شهرستان روانسر در استان کرمانشاه ایران است.

## جمعیت
این روستا در دهستان منصورآقایی قرار دارد و براساس سرشماری مرکز آمار ایران در سال ۱۳۸۵، جمعیت آن ۲۱۷ نفر (۴۳خانوار) بوده‌است.